# Ziemia obiecana (film 1927)
Ziemia obiecana – polski film fabularny z 1927 roku, będący adaptacją powieści Władysława Reymonta. Akcja filmu (wbrew oryginałowi literackiemu) rozgrywa się w latach dwudziestych XX w. Zmieniono zakończenie filmu – szczęśliwa miłość Karola Borowieckiego i Anki Kurowskiej.
W filmie wystąpiła Jadwiga Smosarska, największa gwiazda polskiego kina w okresie dwudziestolecia międzywojennego.
W 2015 został sprowadzony z USA zachowany kilkunastominutowy fragment filmu.
Film kręcono w Warszawie i Łodzi (m.in. na terenie Widzewskiej Manufaktury).

## Obsada
- Kazimierz Junosza-Stępowski – Karol Borowiecki
- Antoni Różański – Adam Borowiecki, ojciec Karola
- Władysław Grabowski – Moryc Welt
- Jadwiga Smosarska – Anka Kurowska
- Ludwik Solski – Hermann Bucholc
- Józef Śliwicki – Zucker
- Maria Gorczyńska – Lucy Zuckerowa
- Jan Szymański – Malinowski
- Maria Modzelewska – Zośka Malinowska
- Stanisław Gruszczyński – Maks Baum
- Ludwik Lawiński – bankier
- Maria Arnold(inne języki) – Mela Grynszpanówna
- Leon Łuszczewski – lekarz Wysocki
- Wiesław Gawlikowski – kamerdyner Bucholca
- Henryk Małkowski – służący Mateusz
- Kazimierz Justian – dyrektor Kessler
- Paweł Owerłło – Zajączkowski
- Karol Janowski – fabrykant Muller
- Kazimierz Krukowski – agent giełdowy
- Henryk Rzętkowski – robotnik
- Loda Halama
- Felicja Pichor-Śliwicka
- Helena Sulimowa
- Aleksander Żabczyński